# Francisco Manzano Alfaro
Francisco Manzano Alfaro († Torrelavega, 7 de juliol de 1928) fou un advocat i polític espanyol, diputat a les Corts Espanyoles i Governador Civil de Barcelona en 1902 i en 1906-1907.
Estava casat amb María Auristela Guinea y Valdivieso, VI marquesa de las Salinas des de 1924. Llicenciat en dret per la Universitat de Granada, fou membre de l'Acadèmia de Jurisprudència de Granada. Entre novembre de 1897 i gener de 1898 fou governador civil de la província de Santa Cruz de Tenerife.
En 1902 fou nomenat uns mesos Governador Civil de Barcelona. A les eleccions generals espanyoles de 1905 fou elegit diputat pel districte de Granada pel Partit Liberal Fusionista, però en 1906 va renunciar a l'escó quan fou nomenat novament Governador Civil de Barcelona, càrrec que va ocupar fins a gener de 1907. Posteriorment fou governador civil de Guipúscoa.
Després fou elegit novament diputat pel districte de Guadix a les eleccions generals espanyoles de 1910 i pel de Loja a les eleccions generals espanyoles de 1916.